# The Venetian Las Vegas
The Venetian Las Vegas alternativt The Venetian Resort Hotel Casino, mer känd som endast The Venetian, är både ett kasino och ett hotell som ligger utmed gatan The Strip i Paradise, Nevada i USA. Den ägs av Vici Properties och drivs av Apollo Global Management. Hotellet har totalt 3 036 hotellrum.
År 1989 köpte Las Vegas Sands, där bland annat Sheldon Adelson ingick, kasinot och hotellet Sands Hotel and Casino för 110 miljoner amerikanska dollar. I april 1996 meddelade Adelson att man hade för avsikt att skapa den största kasino- och hotellanläggningen utmed The Strip och den skulle vara placerad på tomten som tillhörde Sands Hotel and Casino, vilket blev rivet ett kort tag efteråt. Bygget inleddes den 14 april 1997 och stod klar den 3 maj 1999 till en kostnad på 1,5 miljarder dollar. Redan i oktober 1998 hade Las Vegas Sands köpt 4,6 hektar intilliggande mark med syftet att uppföra ett till kasino och hotell. Den 27 juni 2003 invigdes ett annat hotell The Venezia till en kostnad på 275 miljoner dollar, den blev placerad på ett av The Venetians parkeringshus. Det tog sex år mellan köpet av marken 1998 och tills de började riva och göra ordning den, i september inleddes bygget av det nya kasinot och hotellet som skulle heta The Palazzo Las Vegas. Hotellverksamheten invigdes inofficiellt den 28 december 2007 och övriga verksamheter, även det inofficiellt, två dagar senare medan den officiella invigningen skedde den 17 januari 2008. Bygget kostade totalt 1,9 miljarder dollar att färdigställa.
Den 22 februari 2022 sålde Las Vegas Sands princip alla sina större tillgångar i Nevada och USA, det vill säga The Palazzo, The Venetian Convention and Expo Center, The Venetian Las Vegas, The Venezia samt sin del av MSG Sphere at The Venetian, till Vici Properties för fyra miljarder dollar. Riskkapitalbolaget Apollo Global Management förvärvade facility management-rättigheterna till tillgångarna för 2,25 miljarder dollar.